# Búrfell (berg i Island, Norðurland eystra, lat 65,56, long -16,64)
Búrfell är ett berg i republiken Island. Det ligger i regionen Norðurland eystra, i den nordöstra delen av landet, 290 km nordost om huvudstaden Reykjavík. Toppen på Búrfell är 953 meter över havet, eller 409 meter över den omgivande terrängen. Bredden vid basen är 2,9 km.